# Nomada affabilis
Nomada affabilis är en biart som beskrevs av Cresson 1878. Nomada affabilis ingår i släktet gökbin, och familjen långtungebin.

## Underarter
Arten delas in i följande underarter:
- N. a. affabilis
- N. a. dallasensis

## Bildgalleri

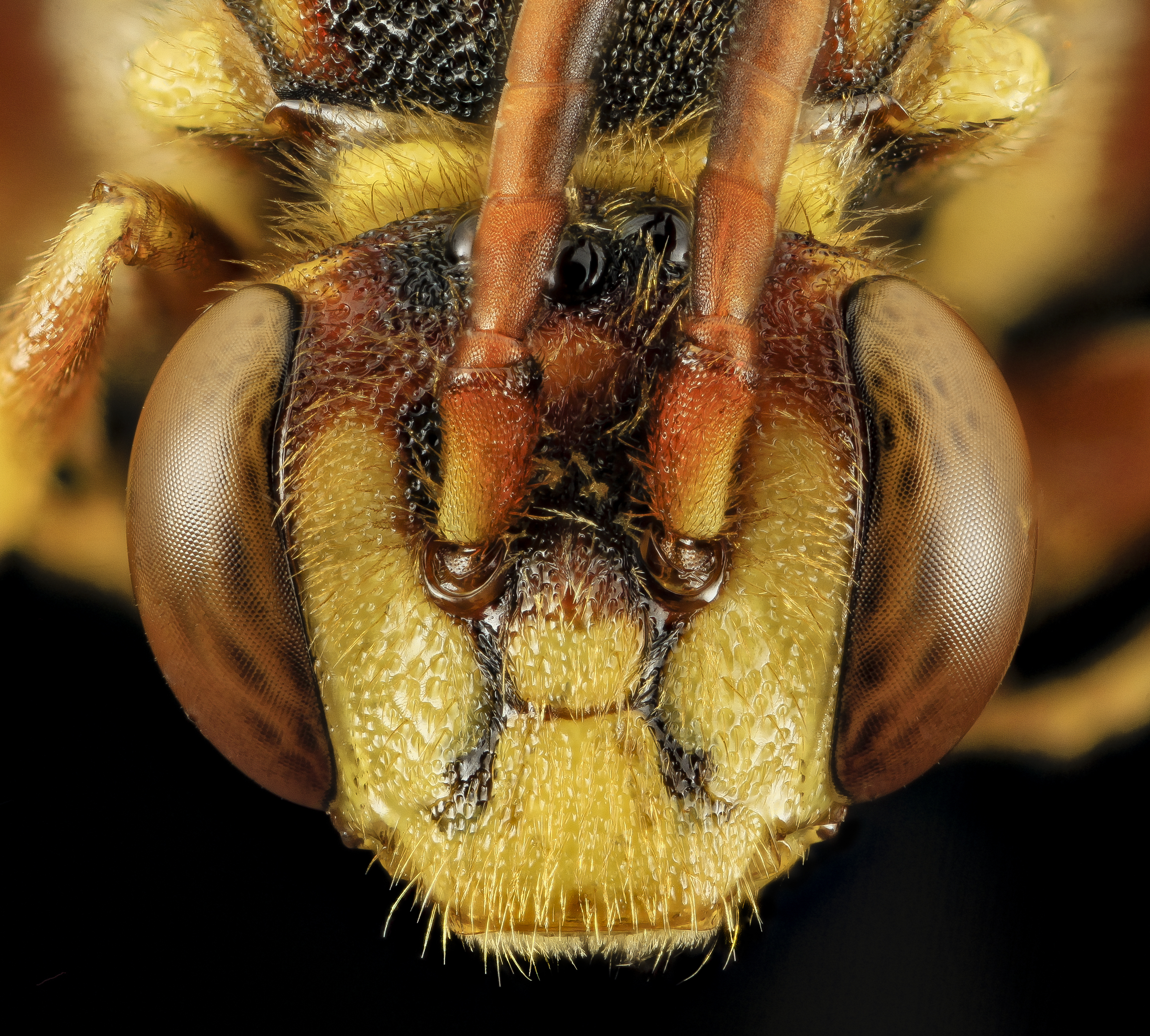
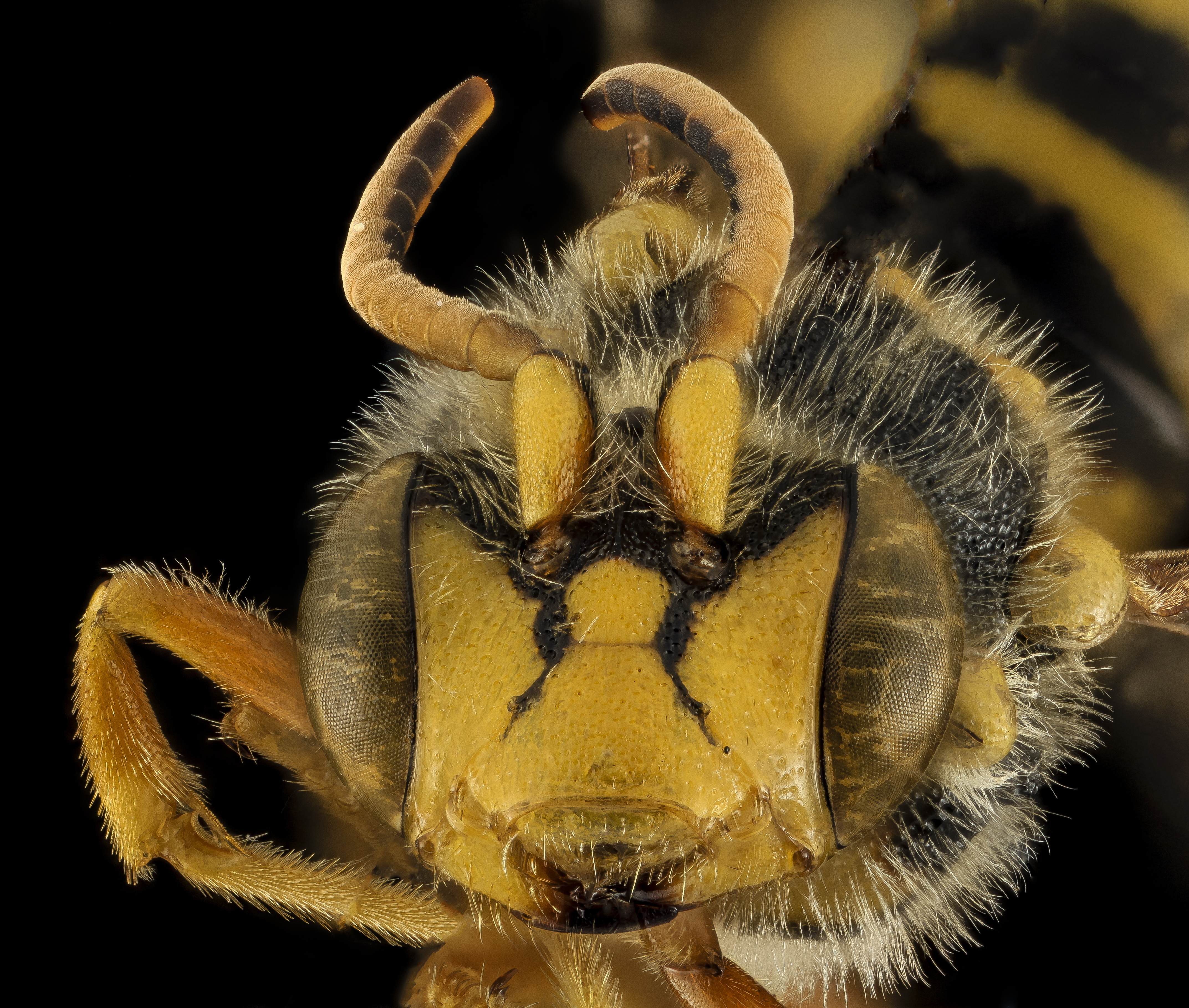
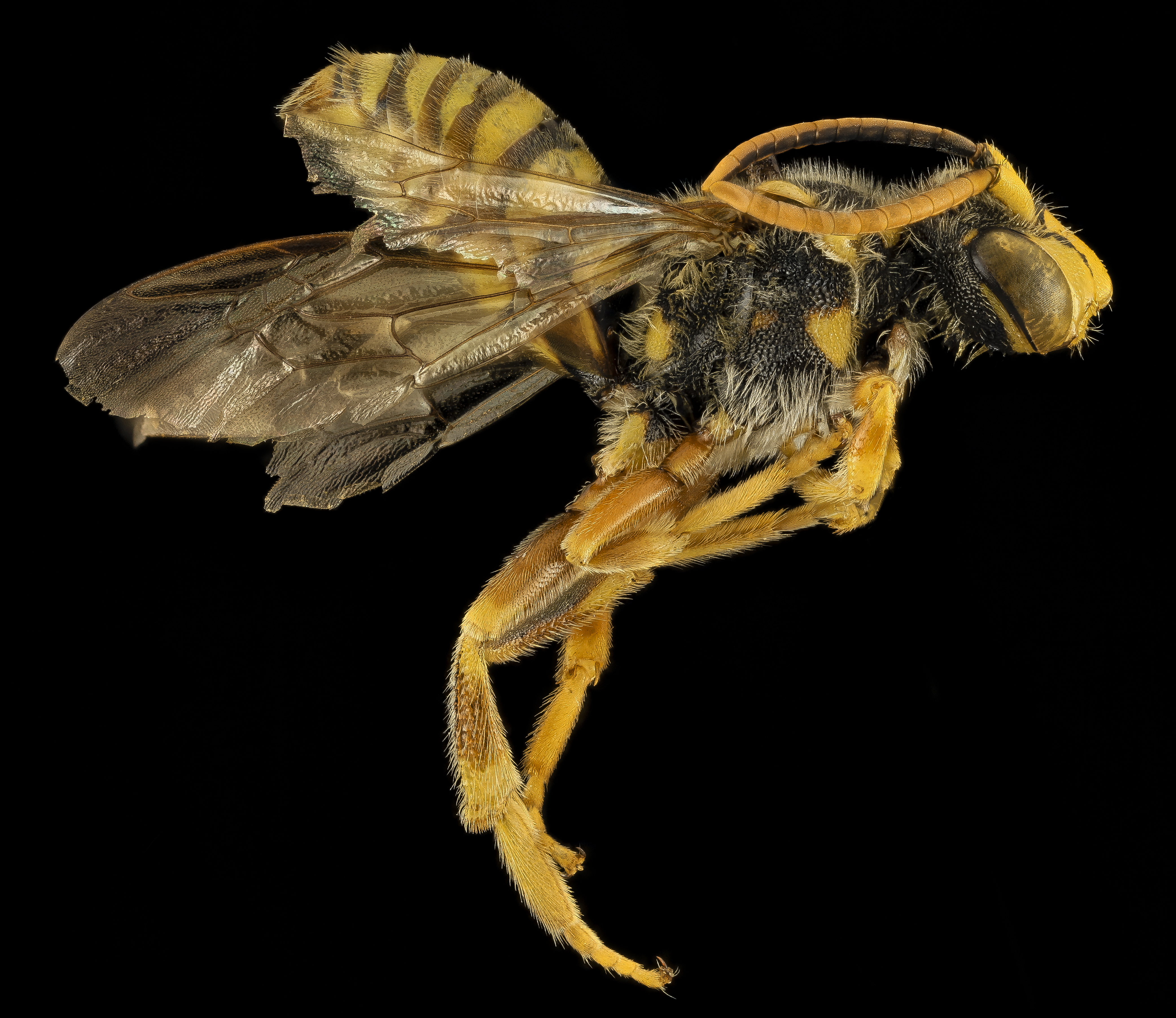
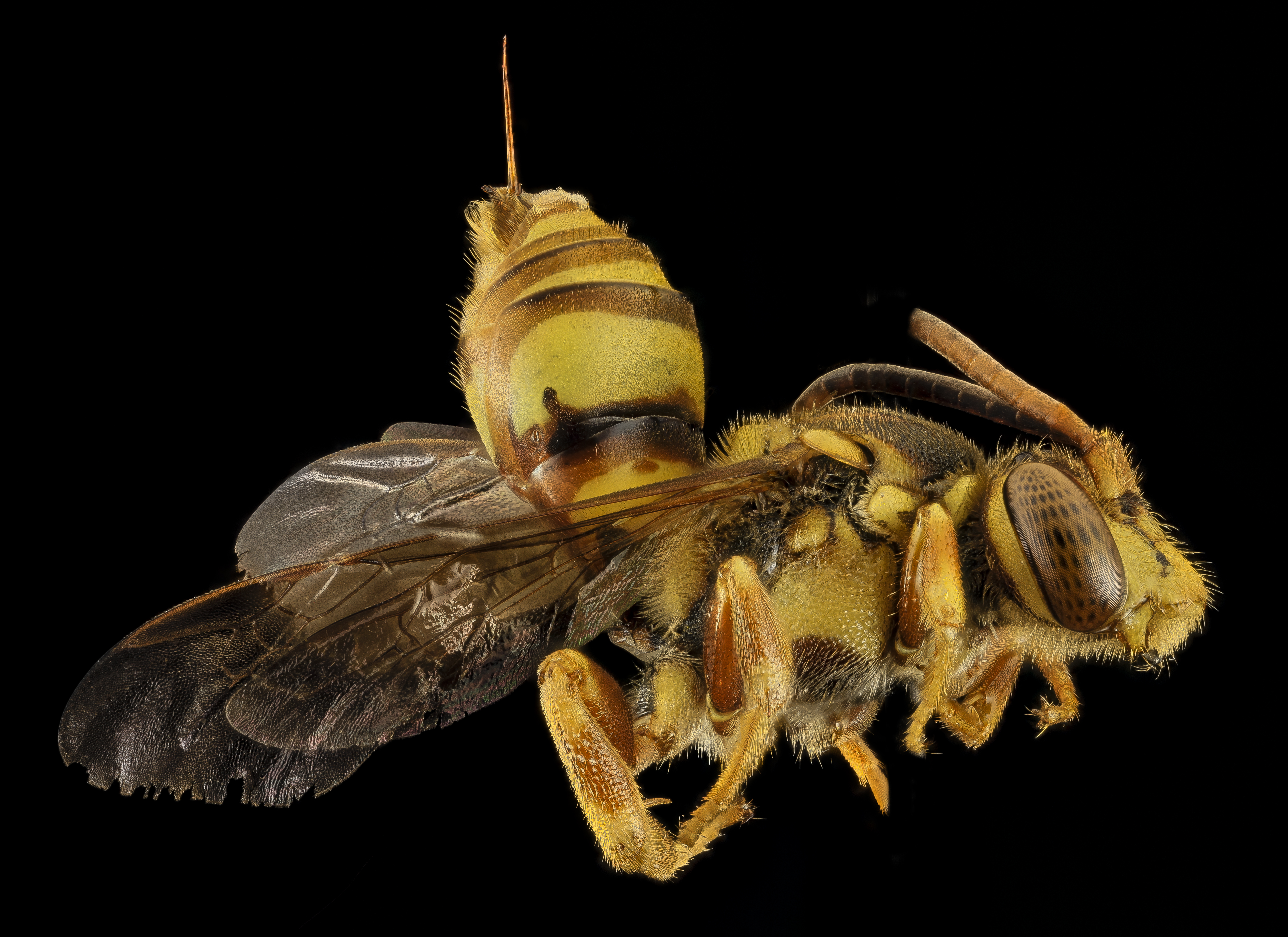